# RSC 1917
Das RSC 1917 (offizielle Bezeichnung Fusil Automatique Modèle 1917; FSA 1917) ist ein französisches Selbstladegewehr.

## Geschichte
Bereits seit Ende des 19. Jahrhunderts entwickelte die französische Armee Selbstladegewehre, die die eingeführten Repetiergewehre als Standardbewaffnung ablösen sollten. Der Offizier Louis Chauchat und sein Assistent Charles Sutter, unter deren Leitung bei der Firma Clement et Gladiator das FM 1915 gefertigt wurde, entwickelten mit dem Fertigungsleiter der Firma Paul Ribeyrolles ein Selbstladegewehr für die französische Ordonnanzpatrone 8 × 50 mm R. Ursprünglich beabsichtigte man, einen Umbausatz für das veraltete Lebel-Gewehr zu schaffen, um dieses in ein Selbstladegewehr zu verwandeln, aber tatsächlich wurden Vorder- und Hinterschaft sowie Schaftbeschläge der alten Waffe für die neue verwendet. Die neue Waffe wurde im Mai 1916 eingeführt, die Serienfertigung aber erst im April 1917 aufgenommen. Die Abkürzung "RSC" weist auf die an der Entwicklung beteiligten Personen Ribeyrolles, Sutter and Chauchat hin.
Die Fertigung wurde aufgeteilt auf folgende Hersteller:
- Manufacture nationale d’armes de Tulle (MAT): Verschlussgehäuse, Läufe, Abzugsbügel
- Manufacture nationale d’armes de Chatellerault (MAC): Abzugsgehäuse
- Manufacture nationale d’armes de St-Etienne (MAS): Verschluss, Verschlussträger, Gaszylinder, Gaskolben, Schaft, Läufe
- Manufacture nationale d’armes de Paris (Privatunternehmen): Spannhebel, Magazingehäuse, Zuführer

Die Teile wurden bei MAS (einige wenige Hundert bei MAC) zusammengebaut.
Im September 1918 endete die Fertigung; es wurden insgesamt 85.333 RSC 1917 gefertigt. Aufgrund der Schwächen des RSC 1917 wurde das verbesserte RSC 1918 entwickelt, von dem aber ab September 1918 nur etwa 4.000 Stück gefertigt wurden.
1935 rüstete die französische Armee die vorhandenen RSC 1917 und 1918 zu Geradezugrepetierern um, die an Reserveeinheiten ausgegeben wurden. Die Umrüstung bestand lediglich darin, die Gasentnahmebohrung mittels eines Stahlstiftes zu verschließen.

## Technik
Das RSC 1917 ist ein aufschießender, luftgekühlter Gasdrucklader mit Drehkopfverschluss und innenliegendem Hahn. Das Gewehr schießt nur halbautomatisch.
Die Munition wird aus Laderahmen zugeführt, die nicht mit denen des M1916 Mannlicher-Berthier-Gewehrs austauschbar sind. Zum Laden wird das vor dem Abzugsbügel liegende Magazingehäuse nach unten geschwenkt und der Zuführarm nach vorn geklappt. Der gefüllte Laderahmen wird zwischen Verschlussgehäuse und Zuführarm eingesetzt und das Magazingehäuse wieder geschlossen.
Das Gassystem des RSC liegt im ehemaligen Magazinrohr des Lebel-Vorderschaftes und wirkt über eine außen an der rechten Waffenseite angebrachte Schubstange über den Spanngriff auf den Verschlussträger. Das Gassystem ist verstellbar.
Die Kimme des RSC 1917 besteht aus einem Kimmenschieber auf einem aufstellbaren Rahmen; heruntergeklappt kann die Kimme von 400 bis 800 Metern (in 100-Meter-Schritten), aufgerichtet von 900 bis 2.400 Metern eingestellt werden. In hinterster Stellung des Schiebers bei heruntergeklapptem Rahmen ist das Visier auf eine Kampfentfernung von 250 Metern eingerichtet.
Das Bajonett des Lebel-Gewehrs kann auf das RSC 1917 aufgepflanzt werden.

## Kritik
Das RSC 1917 ist eine lange Waffe, die für den Einsatz im Schützengraben zu sperrig ist (eine kürzere Version wurde getestet, aber nicht eingeführt), zudem ist sie recht schwer. Durch die große Öffnung im Gehäuse für den Spanngriff dringt leicht Schmutz in den Mechanismus (beim 1918 wurde daher eine drehbarer Staubschutzdeckel angebracht, der diese Öffnung abdeckte) – das RSC 1917 neigt daher zu Ladehemmungen. Etliche Teile erwiesen sich im längeren Gebrauch als zu schwach.
Ohne den eigentümlichen Ladestreifen ist das RSC 1917 nur als Einzellader zu verwenden.
Die Waffe hat keinen Unterbrecher im eigentlichen Sinn: bei durchgezogenem Abzug rastet der Hahn in einem Widerlager hinten am Abzug ein, wenn er vom zurücklaufenden Verschluss heruntergedrückt wird; wird der Abzug losgelassen, gleitet der Hahn wieder in die vordere Rast. Der Abzugsfinger des Schützen erhält jedes Mal, wenn der Hahn hinten einrastet, einen Schlag, was das Schießen ermüdend macht.